# La Joyosa
La Joyosa (aragónul La Choyosa) település Spanyolországban,  Zaragoza tartományban. La Joyosa Alagón, Zaragoza, Torres de Berrellén és Sobradiel községekkel határos. Lakosainak száma 1132 fő (2024).

## Népesség
A település népessége az utóbbi években az alábbiak szerint változott:
| Lakosok száma | 385  | 609  | 790  | 902  | 936  | 1007 | 1058 | 1073 | 1119 | 1132 |
|               | 2001 | 2004 | 2007 | 2009 | 2012 | 2014 | 2017 | 2019 | 2022 | 2024 |